# 朝日電視台ARK放送中心

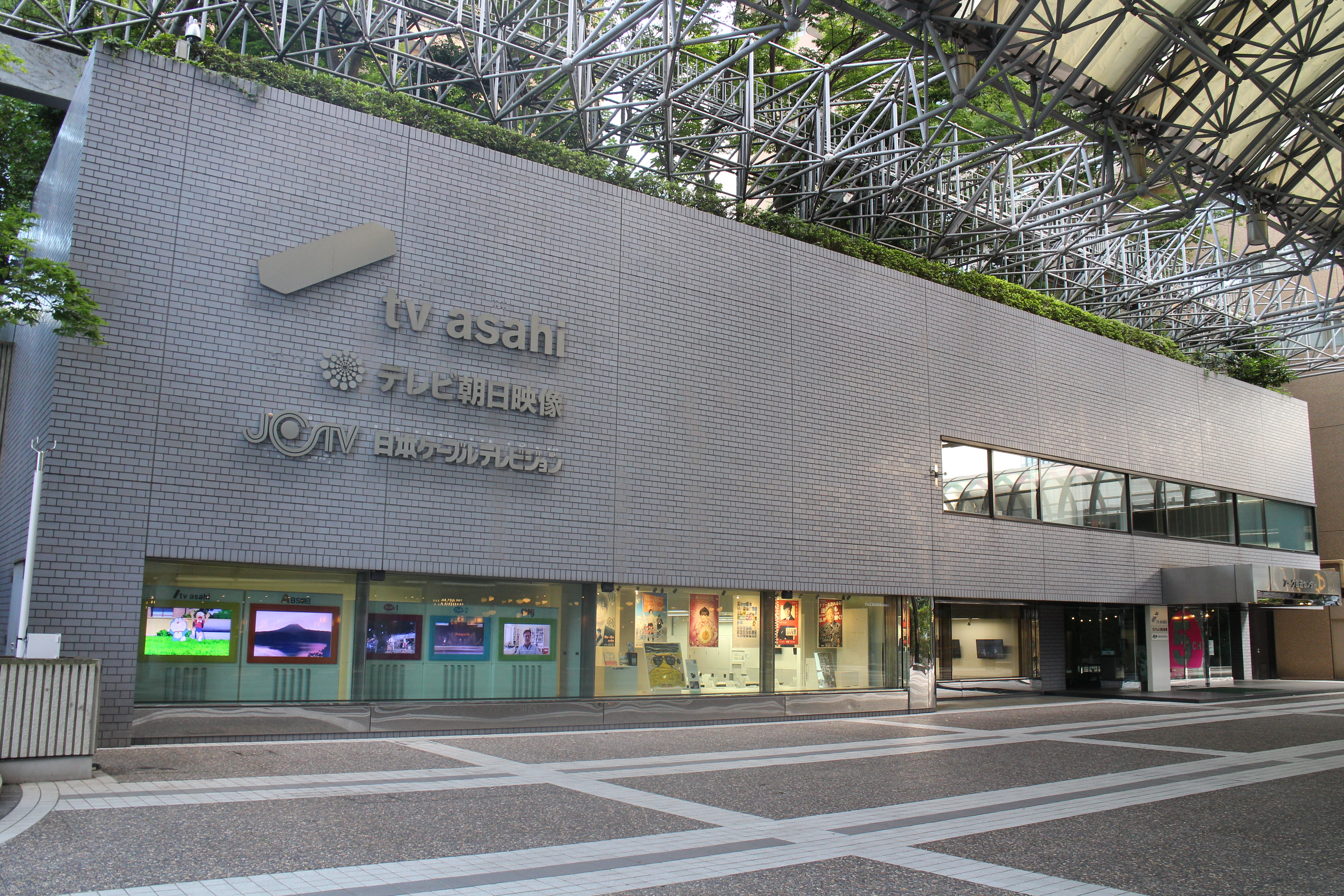
朝日電視台ARK放送中心

朝日電視台ARK放送中心（日语：テレビ朝日アーク放送センター，テレビあさひアークほうそうセンター）是朝日電視台運營的一座辦公設施及電視攝影棚，位於日本東京都港區的方舟之丘。這座建築是朝日電視台和森大廈共同開發六本木地區，朝日電視台提供六本木地區部分土地產權，以獲得方舟之丘部分建築產權的產物。朝日電視台ARK放送中心地上有2層，地下有4層，共設有4個攝影棚，其中一個是新聞專用攝影棚。